# Albi di Corto Maltese
Questo è l'elenco degli albi del fumetto italiano Corto Maltese, in ordine cronologico di pubblicazione. 
Le storie dalla 1 alla 29 sono state create da Hugo Pratt (testo e disegni) e si sviluppano in ordine cronologico (tranne che per l'albo La giovinezza, collocato cronologicamente prima dell'inizio della serie).
Le storie dalla 30 in poi, successive alla morte di Pratt, sono sceneggiate da Juan Díaz Canales e disegnate da Rubén Pellejero e non continuano l'ordine cronologico, essendo ambientate in anni precedenti alla prima avventura o in contemporanea a quelle scritte da Pratt.
Nel 2021 è stata pubblicata Oceano nero, scritta da Martin Quenehen e disegnata da Bastien Vivès, che vede una riscrittura del personaggio in chiave moderna, essendo ambientata nel 2001.

## Lista albi
| N° | Titolo | Autore                                                      | Prima pubblicazione                                                            | Epoca e ambientazione                                     |
| --- | --- | ----------------------------------------------------------- | ------------------------------------------------------------------------------ | --------------------------------------------------------- |
| 1 | Una ballata del mare salato                                                                                 | Hugo Pratt                                                  | tavole: 164 pubblicazione: Italia, luglio 1967-febbraio 1969 su Sgt. Kirk      | 1913-1915, Melanesia e Papua Nuova Guinea                 |
| Corto Maltese e Rasputin sono parte di un gruppo di pirati dell'Oceano Pacifico comandato da un misterioso uomo incappucciato conosciuto come il "Monaco". Allo scoppiare della prima guerra mondiale, questi pirati accettano di diventare corsari dell'Impero tedesco: attaccheranno solo le navi dei nemici della Germania e il loro bottino servirà a rifornire le navi e i sottomarini tedeschi. In cambio, i tedeschi danno loro supporto tramite un sottomarino comandato dal tenente Christian Slütter. Rasputin recupera da un naufragio e fa prigionieri la bellissima Pandora Groovesnore e suo cugino Cain, entrambi di buona famiglia australiana, con l'intenzione di chiedere un riscatto. Questo però causa tensioni tra Rasputin, l'ufficiale tedesco Slütter, Corto Maltese e lo stesso Monaco, che in realtà è Thomas Groovesnore (padre biologico di Pandora e zio di Cain); la situazione risulta aggravata da alcuni colpi di testa dei due giovani cugini. I due ragazzi rimangono comunque prigionieri dei corsari. Pochi mesi dopo l'inizio delle ostilità, gli australiani e i giapponesi sconfiggono definitivamente i tedeschi nel Pacifico. Gli altri zii Groovesnore, ufficiali della marina australiana, trovano l'isola del Monaco, che fugge col sottomarino di supporto. Corto Maltese e gli altri vengono catturati. Slütter non viene riconosciuto come corsaro e viene condannato a morte per pirateria dai Groovesnore; prima della condanna a morte, fa recapitare a Corto Maltese una lettera in cui svela i retroscena della famiglia Groovesnore. Con tale lettera, Corto Maltese ricatta i Groovesnore, si salva dalla condanna per pirateria e lascia l'isola assieme a Rasputin. | |                                                             |                                                                                |                                                           |
| 2 | Il segreto di Tristan Bantam (Le secret de Tristan Bantam)                                                  | Hugo Pratt                                                  | tavole: 20 pubblicazione: Francia, aprile 1970 su Pif Gadget                   | 1916-1917, Guyana olandese                                |
| Corto Maltese si sta riposando alla pensione di Madame Java, quando un uomo ubriaco di nome Jeremiah Steiner turba il suo riposo. Corto decide di alzarsi per andare a controllare il proprio battello ormeggiato al molo, durante il tragitto incontra nuovamente il vecchio ubriaco che è vittima di un pestaggio da parte di due energumeni; senza ragione alcuna Corto sceglie di intervenire in favore del vecchio infliggendo una dura lezione ai due individui. Il vecchio accompagna Corto al battello, dove si addormenta. Corto decide di andare da Madame Java, che lo accoglie e gli dice che un ragazzo di nome Tristan Bantam gli vuole chiedere aiuto. Bantam vuole andare a cercare la leggendaria Mu, seguendo le orme di suo padre, ma mentre spiega a Corto il suo progetto un assalitore cerca di ucciderlo. Corto riesce a sventare l'attentato, quindi trova un indirizzo sul corpo dell'assalitore e decide di recarvisi. Arrivato nel luogo scritto sul foglio Corto viene nuovamente assalito ma riesce a difendersi e a eliminare il suo nemico, riesce a scoprire che il mandante dell'assassinio è il tutore di Tristan Bantam: l'avvocato Milner. Corto comunica a Tristan ciò che ha scoperto, e poi insieme con il professor Steiner e il ragazzo decide di partire per cercare la sorella di Tristan, in possesso di importanti informazioni che aiuteranno nella ricerca del continente perduto Mu. | |                                                             |                                                                                |                                                           |
| 3 | Appuntamento a Bahia (Rendez-vous à Bahia)                                                                  | Hugo Pratt                                                  | tavole: 20 pubblicazione: Francia, aprile 1970 su Pif Gadget                   | 1916-1917, Guyana francese e Brasile                      |
| Corto Maltese, Tristan Bantam e il professor Steiner si stanno dirigendo a Bahia per andare a trovare Morgana, sorellastra di Tristan. Durante il viaggio fanno sosta su una spiaggia per raccogliere dei frutti, tuttavia prima di scendere dalla barca assistono a un tentativo di fuga di un uomo che viene trafitto da alcune frecce. Corto cerca di soccorrerlo ma è troppo tardi, convinto di essere sotto il tiro degli arcieri indigeni sfodera la pistola, ma la ritrae dopo che un uomo di nome Caienna lo rassicura che gli indigeni non sono ostili, essi hanno ucciso l'uomo perché aveva fatto del male a due ragazze del villaggio. Corto, Tristan e Steiner sostano ospiti nel villaggio degli indigeni, lo sciamano durante una lettura del fuoco gli avvisa di un imminente pericolo. Caienna confessa di essere un evaso in cerca di un passaggio per il Brasile e Corto accetta di prenderlo a bordo, durante il viaggio confessa di aver perso alcuni cari amici a causa dell'avvocato Milner, tutore di Tristan. Giunti a destinazione l'incontro tra i due consanguinei Tristan e Morgana è piacevole e amichevole, e durante un riposo su una poltrona Tristan vive una esperienza onirica in cui incontra sé stesso. In questo sogno Tristan incontra anche un sacerdote di Mu che lo avvisa di essere un individuo speciale destinato a trovare il continente perduto, completando il percorso lasciato incompleto da suo padre. Il sogno diventa presto un incubo in cui il sacerdote vuole sacrificare agli dei la vita del giovane. Al risveglio Tristan si trova davanti l'avvocato Milner, che dice di trovarsi in quel luogo per occuparsi di Morgana e ammette di essere il mandante del suo tentato assassinio, conferma inoltre che se i due ragazzi morissero lui erediterebbe tutti i beni del loro padre. Corto Maltese interrompe la discussione facendo prigioniero l'avvocato e congedando i suoi tirapiedi con uno stratagemma. Corto libera i suoi amici rinchiusi in una stanza e sfida Milner in una partita a poker molto particolare: infatti se l'avvocato riesce a vincere avrà salva la vita in cambio di una confessione scritta dei suoi crimini, se l'avvocato perde dovrà pagare con la vita. Corto avvisa di essere un baro di talento e infatti vince la partita con una mano irregolare, e riscuote la sua vincita affidando la vita di Milner a Caienna, che ha un conto in sospeso con l'avvocato. Caienna ringrazia Corto per il passaggio e per il dono offerto, poi Morgana consegna a Tristan la documentazione scritta dal loro padre e la storia si conclude con la ripartenza del gruppo di avventurieri, a cui si aggiungono Morgana e Bahianinha. | |                                                             |                                                                                |                                                           |
| 4 | Samba con Tiro Fisso (Samba avec Tir-Fixe)                                                                  | Hugo Pratt                                                  | tavole: 20 pubblicazione: Francia, maggio 1970 su Pif Gadget                   | 1916-1917, Brasile                                        |
| Il gruppo di avventurieri arriva sulla spiaggia di Itapoã per incontrare una saggia veggente di nome Bocca dorata amica di Morgana e Bahianinha. Bocca dorata propone a Corto un affare, gli darà mille sterline se lui accetterà di aiutare un suo amico vessato dal dispotico colonnello Goncalves. Navigando lungo il fiume Corto incontra una cannoniera del colonnello comandata dal capitano De Oliveira. Corto afferma di essere l'accompagnatore di Steiner, inviato da una compagnia anglo-americana che si occupa di reclutare manodopera indigena. Il capitano capisce la menzogna e aggredisce Corto, che tuttavia ha la meglio. Durante il combattimento intervengono degli indigeni che prendono possesso del battello. Il capo degli indigeni è un giovane guerriero di nome "Tiro Fisso". Tiro Fisso comunica a Corto che l'amico di Bocca dorata era il leader del villaggio, chiamato da loro "Il Redentore", e che ora è morto per mano del colonnello e del capitano. Corto suggerisce a Tiro Fisso di prendere il posto del redentore ma l'indigeno sembra dubbioso che il popolo possa seguirlo, alla fine accetta e con grande magnanimità risparmia la vita ai soldati; uno di questi per ringraziarlo rivela che la residenza del colonnello si trova proprio su quel fiume. Tiro Fisso e Corto Maltese decidono di andare a fargli visita. Arrivati nella tenuta del colonnello gli indigeni danno vita a un conflitto a fuoco in cui Tiro Fisso riesce a eliminare il colonnello e i suoi collaboratori più fidati. Sfortunatamente anche il capo degli indigeni rimane ucciso nello scontro, Corto sceglie un valido giovane, Corisco, e gli affida il cappello di Tiro Fisso affinché possa sostituirlo nella lotta contro gli oppressori. Corto e il suo equipaggio prendono il mare e ripartono verso Itapoa per dare notizia a Bocca dorata dell'accaduto. | |                                                             |                                                                                |                                                           |
| 5 | Un'aquila nella giungla (L'aigle du Brésil)                                                                 | Hugo Pratt                                                  | tavole: 20 pubblicazione: Francia, luglio 1970 su Pif Gadget                   | 1916-1917, Brasile                                        |
| Il gruppo rientra a Itapoã e Corto comunica ciò che è avvenuto. Acquisite le informazioni necessarie Tristan deve tornare in Inghilterra e Corto si offre di accompagnarlo. Durante la permanenza da Bocca dorata il gruppo riceve la visita del barone tedesco Von Manteuffel che deve parlare con Bocca dorata. Corto si allontana e camminando lungo una spiaggia trova per caso un distintivo dell'esercito tedesco, subito dopo viene aggredito da un gigantesco uomo di colore; fortunatamente l'equivoco viene presto chiarito e Corto restituisce il distintivo all'uomo. Il gruppo si imbarca ma durante il tragitto Corto decide di fermarsi per indagare sulla possibilità che in zona ci sia una nave carica di oro. Durante l'esplorazione vengono imprigionati dal barone tedesco che si rivela essere in rapporti d'affari con Morgana, Tristan è molto triste nello scoprire che la sorella è in realtà un'alleata del nemico. L'uomo che aveva aggredito Corto a causa del distintivo si rivela un agente britannico infiltrato, e svela che Morgana e la sua finanziaria sono a loro volta fedeli all'Inghilterra, e che tutto l'affare con i tedeschi è stata solo una manovra per affondare una loro nave. Alla fine Corto si rende conto di aver perso la nave carica d'oro (appannaggio della finanziaria di Morgana e Bocca Dorata) e riprende il mare. | |                                                             |                                                                                |                                                           |
| 6 | ...E riparleremo di gentiluomini di fortuna (...Et nous reparlerons de gentilshommes de fortune)            | Hugo Pratt                                                  | tavole: 20 pubblicazione: Francia, settembre 1970 su Pif Gadget                | 1916-1917, Saint Kitts                                    |
| Su quattro assi in osso di balena sono incise le indicazioni per trovare il 'Fortuna Reale', un galeone spagnolo carico d'oro rubato verso il 1700 da una banda di pirati. Corto, Rasputin e Ambiguità, ciascuno in possesso di una delle quattro carte, partono da Basse Terre di Saint Kitts alla ricerca del tesoro e, raggiunta l'isola del naufragio, trovano il Custode (un pazzo, apparentemente l'unico abitante dell'isola), un vecchio forte spagnolo e i resti del galeone ricoperti da uno spesso strato di corallo. I tre si aprono un varco con la dinamite solo per scoprire che il relitto è vuoto. Il custode, adirato per la distruzione del Fortuna Reale, ingaggia gli intrusi in uno scontro a fuco e spara contro di loro con i cannoni del forte spagnolo. Nella battaglia muoiono Ambiguità e il custode stesso, uccidendosi a vicenda, e il tesoro, che era nascosto nei cannoni, va perduto per sempre. Tornato a Saint Kitts Corto riceve una lettera da Bocca Dorata contenente proprio l'ultimo dei quattro assi, quello di cuori, sul quale è incisa l'indicazione inside the guns ("dentro i cannoni"). | |                                                             |                                                                                |                                                           |
| 7 | Per colpa di un gabbiano (A cause d'une mouette)                                                            | Hugo Pratt                                                  | tavole: 20 pubblicazione: Francia, novembre 1970 su Pif Gadget                 | 1917, Honduras britannico                                 |
| Corto sbarca sull'isola di Maracatoquà, al largo della costa dell'Honduras britannico, dove viene attaccato a colpi di fucile. Colpito di striscio alla testa, perde la memoria e viene soccorso dai suoi stessi assalitori, Soledad Lokäarth e Gesù Maria il Caribi, che lo avevano scambiato per un malintenzionato. In realtà, l'isola è il rifugio di Giuda Lokäarth, padre della ragazza, un uomo che ha perso il senno in seguito a un banale incidente. Anni addietro, Giuda Lokäarth aveva vendicato la morte dei genitori uccidendone l'assassino, ma i figli di quest'ultimo avevano in seguito fatto attribuire a Giuda numerosi crimini. Uno di essi era l'avvocato Kerster, nemico di Corto ne Il segreto di Tristan Bantam, mentre il fratello minore Benjamin Kerster/Crester arriva sull'isola poco dopo Corto Maltese. L'ultimo dei Kerster riesce a uccidere Giuda Lokäarth, ma rimane a sua volta vittima di Corto Maltese. All'arrivo delle autorità britanniche, Soledad e Gesù Maria scappano, mentre lo smemorato Corto Maltese resta e si riunisce col suo amico Jeremiah Steiner. | |                                                             |                                                                                |                                                           |
| 8 | Teste e funghi (Tetes et champignons)                                                                       | Hugo Pratt                                                  | tavole: 20 pubblicazione: Francia, novembre 1970 su Pif Gadget                 | 1917, Venezuela                                           |
| Corto Maltese, sempre in preda all'amnesia, e Jeremiah Steiner si recano a Maracaibo in Colombia, dove Levi Colombia, un amico di Steiner, propone a quest'ultimo una spedizione alla ricerca dell'Eldorado. Steiner cerca di guarire Corto dall'amnesia preparando un risotto ai funghi allucinogeni. Per convincere Corto, Steiner stesso ne mangia, e cade in un sogno in cui lui e Corto sono già alla ricerca dell'Eldorado, ma vengono catturati dagli indios; quando stanno per essere torturati e uccisi, Steiner si sveglia. Corto Maltese ha recuperato la memoria, ma rifiuta l'offerta di Levi Colombia, perché vuole trovare l'Eldorado solo con Steiner. | |                                                             |                                                                                |                                                           |
| 9 | La conga delle banane (La conga des bananes)                                                                | Hugo Pratt                                                  | tavole: 20 pubblicazione: Francia, gennaio 1971 su Pif Gadget                  | 1917, Nicaragua                                           |
| Le avventure di mare portano, questa volta, Corto Maltese a Mosquito, dove è in corso una rivolta della popolazione locale contro le forze di occupazione dell'Unione degli Stati del Nord. Il marinaio maltese si ritrova tra le mani una valigetta contenente dei soldi di Bocca Dorata, datagli da un uomo ucciso in una sparatoria, e si rivolge a Esmeralda, agente di Bocca Dorata. Il gioco delle alleanze è piuttosto complesso: il signor Sanders rappresenta gli interessi degli Stati Uniti, Bocca Dorata finanzia la causa degli insorti. Ramirez, una spia di Bocca Dorata, doveva consegnare la valigetta piena di soldi al Capitano Brant, un ufficiale statunitense traditore, per acquistare documenti compromettenti; in realtà, Ramirez decide di scappare coi soldi. Venexiana Stevenson, allieva di Bocca Dorata, e Mocenigo, avventuriero statunitense, tradiscono anch'essi i propri capi e cercano di impadronirsi della valigetta coi soldi. Alla fine, di tutti questi avventurieri, solo Venexiana sopravvive e riesce a fuggire, mentre Bocca Dorata rivela di essere già in possesso dei documenti. La valigetta era piena di carta semplice: faceva parte di un piano per smascherare tutti i traditori. | |                                                             |                                                                                |                                                           |
| 10 | Vudù per il presidente (Un étrange affaire)                                                                 | Hugo Pratt                                                  | tavole: 20 pubblicazione: Francia, marzo 1971 su Pif Gadget                    | 1917, Piccole Antille                                     |
| Dopo l'avventura a Mosquito, Corto Maltese si riunisce a Steiner e insieme salpano per le Piccole Antille. Fanno scalo a Port Ducal, dove lo stregone (chiamato scherzosamente "Mascherone" dal marinaio, per via della sua caratteristica grande maschera tribale, che impedisce di scorgerne il volto) dice a Corto che Soledad Lokäarth sta venendo processata per stregoneria. Corto, che era in stato di amnesia quando ha conosciuto Soledad, non si ricorda della ragazza, ma decide di aiutarla lo stesso. Con l'aiuto di Steiner e del Mascherone il complotto viene sventato, Soledad ripaga il debito che aveva con Corto Maltese e riparte con Gesù Maria il Caribi. | |                                                             |                                                                                |                                                           |
| 11 | La laguna dei bei sogni (La lagune des beaux songes)                                                        | Hugo Pratt                                                  | tavole: 20 pubblicazione: Francia, maggio 1971 su Pif Gadget                   | 1917, Venezuela                                           |
| Corto sta navigando sul delta del fiume Orinoco in Venezuela. Il suo percorso lo porta ad attraversare la "Laguna dei bei sogni" così chiamata perché dimora di insetti mortali e infestata di malattie che causano febbri potenti e allucinazioni. Corto incontra un soldato inglese, il tenente Robin Stuart, che è ormai in preda ai deliri da febbre. Corto capisce che si tratta di un disertore di un reggimento in quei momenti impegnato nella prima guerra mondiale. Non riuscendo a convincerlo ad andare via da lì con lui, gli lascia una medicina. Il tenente non la prende ed è in preda ai suoi deliri. Le allucinazioni sono sempre più forti, e rivive la sua vita di vigliacco in cui tutti lo lodano per aver pensato alla propria sopravvivenza invece di rispettare le ipocrisie dell'aristocrazia militare inglese. Così Robin Stuart non si sveglierà mai più dal sonno, e Corto lo ritrova esanime, ma col sorriso sulle labbra. | |                                                             |                                                                                |                                                           |
| 12 | Nonni e fiabe (Fables et grand-pères)                                                                       | Hugo Pratt                                                  | tavole: 20 pubblicazione: Francia, luglio 1971 su Pif Gadget                   | 1917, Perù                                                |
| La storia chiude il ciclo di avventure di Corto ambientate in Sud e Centro America. Il dottor Stone è un medico inglese; suo figlio decise di andare a vivere con gli indios dell'Amazzonia. Difendendo i diritti degli indios contro i mercanti di schiavi, il giovane Stone fu ucciso. Il dottor Stone decide quindi di recarsi in Perù per ritrovare il nipotino, che vive con gli indiani, e chiede l'aiuto di Levi Colombia, Steiner e Corto Maltese. Questi però sospetta che sotto sotto si nasconda la ricerca dell'Eldorado. Padre Sullivan, un missionario locale, nega tutto e invece suggerisce a Corto Maltese di cercare una mappa dell'Eldorado negli archivi di una chiesa a Venezia. Comunque, Corto viene accompagnato alla ricerca del nipote di Stone da Marangwé, un indio del posto, che si scopre essere il nonno materno del bambino. Il villaggio è stato attaccato da Mendoza, un commerciante di schiavi con cui Corto aveva avuto una discussione la notte prima. Rintracciato il battello di Mendoza, Corto e Marangwé lottano contro il commerciante di schiavi e lo danno in pasto ai piranha. Liberati i prigionieri, Corto ritrova il nipote del dottor Stone e lo porta nel campo di padre Sullivan, ma il piccolo Tutazua vuole restare lì col nonno materno. Allora il dottor Stone decide di trasferirsi lì con la moglie e aiutare i missionari e la gente del posto. | |                                                             |                                                                                |                                                           |
| 13 | L'angelo della finestra d'oriente (L'ange à la fenetre d'orient)                                            | Hugo Pratt                                                  | tavole: 20 pubblicazione: Francia, settembre 1971 su Pif Gadget                | 1917, Venezia                                             |
| Seguendo il consiglio di Padre Sullivan in Perù, Corto Maltese si reca a Venezia a cercare la mappa delle sette città di Cibola, il mitico Eldorado. I frati possiedono le indicazioni di solo sei delle sette città e suggeriscono a Corto di recarsi da Melchisedech, nel ghetto, per trovare le indicazioni sull'ultima città. L'indomani Corto si reca al ghetto ebraico, ma scopre che il documento che sta cercando è stato rubato, probabilmente da una nobildonna paralitica che l'aveva consultato il giorno prima. Uscito, Corto viene accompagnato dal capitano Sorrentino dei carabinieri in barca verso la casa della paralitica, soprannominata l'angelo della finestra d'oriente. A metà strada vengono attaccati da un aereo austriaco, che Corto riesce ad abbattere, ma la barca va distrutta e Sorrentino rimane ferito. Il marinaio si reca allora da solo nella casa, trova l'"angelo" e la riconosce come Venexiana Stevenson: questa si era messa d'accordo con alcuni austriaci per scappare dopo aver trovato la mappa dell'Eldorado. Nonostante l'intervento dei carabinieri di Sorrentino, grazie al sacrificio dei due austriaci Venexiana riesce a scappare. | |                                                             |                                                                                |                                                           |
| 14 | Sotto la bandiera dell'oro (Sous le drapeau de l'argent)                                                    | Hugo Pratt                                                  | tavole: 20 pubblicazione: Francia, novembre 1971 su Pif Gadget                 | 24 ottobre 1917, foci del Piave                           |
| La disfatta subita presso Caporetto, nel contesto della prima guerra mondiale, costringe le truppe italiane e serbe a effettuare una precipitosa ritirata e il re del Montenegro, loro alleato, a partirsi dal suo prezioso tesoro di lingotti d'oro, rimasto sepolto sotto la sagrestia della chiesa del paese di Sette Casoni, ora in piena terra di nessuno; ma è proprio per recuperare quest'ultimo che Corto Maltese mette assieme un manipolo di soldati scozzesi, francesi e statunitensi che, coadiuvati dal nobile Fritz Radetzky (vedetta, a bordo del suo dirigibile, dell'esercito tedesco ma devoto solamente alla bandiera dell'oro), riescono a infiltrarsi presso Sette Casoni e a impadronirsi del tesoro. Questo, infine, verrà prelevato da Corto Maltese stesso, in attesa, a bordo di una cannoniera greca, nelle acque di Caorle, ma non andrà a riempire le tasche degli avventurieri nella sua totalità: questi ultimi, infatti, dovranno cederne una metà al nuovo governo del Montenegro, in conformità con gli accordi stretti da Corto Maltese con l'agente montenegrino che, oltre a informarlo dell'esistenza dell'oro, lo aveva anche investito del compito di recuperarlo, ufficio cui il marinaio non esita ad adempiere con onestà. | |                                                             |                                                                                |                                                           |
| 15 | Concerto in O minore per arpa e nitroglicerina (Concert en O mineur pour harpe et nytroglycérine)           | Hugo Pratt                                                  | tavole: 20 pubblicazione: Francia, gennaio 1972 su Pif Gadget                  | 1917, Irlanda                                             |
| La storia apre il ciclo di avventure di Corto dette "Le Celtiche". Nel 1917 Corto è in Irlanda durante le sommosse dell'IRA contro gli inglesi ed è proprio dal capo di questo che il marinaio è atteso. Nella base dell'organizzazione irlandese Corto incontra una giovane donna di nome Banshee O'Danann, il cui marito è morto durante un attacco e per questo riconosciuto come martire. Poi c'è la figura del maggiore O'Sullivan, un uomo che era nell'IRA prima di diventare un poliziotto per conto degli inglesi. In verità era il marito di Banshee il traditore, infatti intratteneva rapporti con gli inglesi e O'Sullivan era in realtà un infiltrato per conto degli irlandesi. Ma il maggiore è appena morto, vittima di un suo attentato contro il comando di polizia dove oltre lui nello stabile moriranno degli altri britannici. | |                                                             |                                                                                |                                                           |
| 16 | Sogno di un mattino di mezzo inverno (Songe d'un matin d'hiver)                                             | Hugo Pratt                                                  | tavole: 20 pubblicazione: Francia, marzo 1972 su Pif Gadget                    | 21-22 dicembre 1917, Sud Ovest inglese                    |
| Nel 1917 Corto è a Stonehenge, in Inghilterra. Mentre dorme si svolge l'incontro tra quattro creature fantastiche della mitologia anglosassone: Puck, Oberon, Morgana e Merlino e il motivo è il bisogno di trovare qualcuno che riesca a contrastare l'imminente sbarco dei tedeschi che minaccia di spazzare via il magico mondo di questi esseri. La scelta ricade su Corto Maltese poiché è l'unico presente e viene svegliato da Puck sotto forma di corvo. Subito dopo Corto incontra un soldato, Vortigern, che gli rivela di essere marito di una spia tedesca, Rowena, che guida lo sbarco al castello di re Artù. Corto trova Rowena e la arresta, poi distrugge il sottomarino tedesco guidandogli contro un rimorchiatore. Rowena viene fucilata e Corto si risveglia come da un sogno di nuovo a Stonehenge e si incammina per una strada parlando con naturalezza al corvo Puck. | |                                                             |                                                                                |                                                           |
| 17 | Côtes de nuit e rose di Piccardia (Côtes de Nuit et roses de Picardie)                                      | Hugo Pratt                                                  | tavole: 20 pubblicazione: Francia, giugno 1972 su Pif Gadget                   | 20-21 aprile 1918, Vaux-sur-Somme                         |
| La vicenda, ambientata nell'aprile del 1918, ritrae Corto Maltese in viaggio tra le trincee australiane poste dirimpetto a quelle tedesche, lungo le rive della Somme. Ad accompagnarlo, ci sono il burbero sergente Sandy e un insolito tiratore scelto di nome Clem, che dimostra il meglio delle sue abilità di cecchino solo se in condizioni di ubriachezza. Sopra le loro teste, l'asso dell'aviazione tedesca Manfred von Richthofen, meglio conosciuto come il "Barone Rosso", domina i cieli a bordo del suo triplano, abbattendo i velivoli nemici, deponendo sulle loro carcasse dei mazzi di rose di Piccardia e impossessandosi, in cambio, delle loro placche di identificazione. Tuttavia, è proprio nel corso di un combattimento consumatosi nella mattina del 21 aprile che il tanto inarrestabile aviatore perde la vita, schiantandosi a terra con il suo mezzo, dopo essere stato aspramente osteggiato dal fuoco delle truppe di terra, tra i cui proiettili vibra anche quello del cecchino Clem, ubriacatosi, per l'occasione, con le bottiglie di Côtes de nuit che Corto Maltese portava con sé; e, ironia della sorte, per quanto l'aereo del Barone Rosso sia stato crivellato di colpi, solo uno di questi sembra essere stato la vera causa del decesso del pilota. Mentre già molteplici soldati si fanno avanti a rivendicare il titolo di uccisore del tanto temuto Barone Rosso, Corto Maltese e il sergente Sandy tornano a recuperare Clem, rimasto in disparte e intontito dai fumi del vino, con l'intima convinzione che il proiettile responsabile della morte dell'aviatore sia proprio quello sparato dall'ebbro cecchino. Ma l'artiglieria tedesca blocca loro la strada, seminando la distruzione nei pressi delle linee australiane e della posizione in cui i due compagni ricordavano di aver lasciato il giovane tiratore scelto, che muore portando con sé la possibilità di far luce sui loro dubbi. | |                                                             |                                                                                |                                                           |
| 18 | Burlesca e no tra Zuydcoote e Bray-Dunes (Burlesque entre Zuydcoote e Bray-Dunes)                           | Hugo Pratt                                                  | tavole: 20 pubblicazione: Francia, luglio 1972 su Pif Gadget                   | 1918, Francia e Belgio                                    |
| La storia chiude il ciclo di avventure di Corto detto "Le Celtiche". Appare Cain Groovesnore, protagonista di Una ballata del mare salato, e informa Corto del fatto che sua cugina Pandora sta per sposarsi. | |                                                             |                                                                                |                                                           |
| 19 | Nel nome di Allah misericordioso e compassionevole (Au nom d'Allah le très miséricordieux, le compatissant) | Hugo Pratt                                                  | tavole: 20 pubblicazione: Francia, agosto 1972 su Pif Gadget                   | 1918, Yemen                                               |
| La storia apre il ciclo di avventure di Corto detto "Le Etiopiche". Durante la prima guerra mondiale Corto Maltese attraversa il deserto dello Yemen in compagnia di un beduino chiamato El Oxford (per via del fatto che ha studiato all'Università di Oxford) e un guerriero dancalo di nome Cush. Lo scopo della comitiva è raggiungere la fortezza di Turban per liberare un principe ereditario. Il gruppo riesce a entrare nella città con uno stratagemma e mentre Corto cerca di trovare il principe incontra un soldato scozzese fatto prigioniero. Cush dice a Corto di aver ucciso il Muezzin e pertanto Corto cerca di sostituirlo ma viene scoperto dando inizio a una battaglia in cui perdono la vita El Oxford e il soldato scozzese. Durante la battaglia Cush riesce a trovare e liberare il principe. Poi i due sopravvissuti scappano dalla città con il bambino per riattraversare il deserto. | |                                                             |                                                                                |                                                           |
| 20 | L'ultimo colpo (Le dernier coup)                                                                            | Hugo Pratt                                                  | tavole: 20 pubblicazione: Francia, novembre 1972 su Pif Gadget                 | 1918, Somalia britannica                                  |
| Dopo aver salvato il principe ereditario e averlo portato al sicuro, Corto Maltese e Cush arrivano in una base militare inglese comandata dal capitano Bradt. Il capitano è un uomo perverso e crudele e rifiuta di dare dell'acqua all'indigeno Cush, quando Corto sceglie di dargliene un po' della propria Bradt fa imprigionare entrambi e condanna a morte Cush, che però riesce a fuggire mentre Corto viene imprigionato. Il compagno di cella di Corto rivela che il capitano è d'accordo con i mercanti di schiavi etiopi ed è implicato in diverse operazioni illegali. Corto viene convocato a colloquio dal capitano per cercare di riallacciare i rapporti, ma i guerrieri indigeni capitanati da Cush attaccano il forte e riescono a conquistarlo. Cush sceglie di punire il capitano con una morte lenta facendolo arrostire sul rogo ma Corto interviene sparando a Bradt e dandogli così una morte rapida, attirandosi le ire di Cush che alla fine però lo perdona. | |                                                             |                                                                                |                                                           |
| 21 | ...E di altri Romei e di altre Giuliette (...Et d'autres Roméo et d'autres Juliette)                        | Hugo Pratt                                                  | tavole: 20 pubblicazione: Francia, gennaio 1973 su Pif Gadget                  | 1918, Etiopia                                             |
| Cush viaggia verso il suo villaggio in compagnia di Corto. Lungo strada, i due incontrano lo sciamano Shama'el e un pazzo, che corto battezza "Lord Haha" per via della sua propensione al riso. Arrivati al villaggio vengono a sapere che Ras Jacob, capo delle tribù abissine, accusa gli afar (la tribù di Cush) di aver rapito sua figlia Fala Mariam, innamorata corrisposta del fratello di Cush; ma l'accusa è infondata e i dancali ritengono che si tratti di un pretesto per invadere le loro terre, ricche di giacimenti auriferi. Improvvisamente gli abissini attaccano a sorpresa il villaggio e Corto, costretto a fuggire, rimane da solo. Vagando per gli altopiani Corto trova una capanna, dove vive Lord Haha tenendo prigioniera Fala Mariam: il pazzo l'ha rapita per innescare la guerra fra dancali e abissini in modo da poter vendere fucili a Ras Jacob. Scoperto nel suo piano, il rapitore aggredisce Corto, che però lo acceca versandogli in testa una pentola di zuppa bollente. Ciò fatto, Corto conduce Lord Haha e Fala Mariam nel luogo in cui dancali e abissini stanno per scontrarsi e chiarisce l'equivoco. Ras Jacob uccide il pazzo e ordina comunque ai suoi uomini di sferrare l'attacco, ma interviene allora Shama'el, imponendo alle due fazioni di cessare le ostilità e sposando i due innamorati nel nome di Enoch. | |                                                             |                                                                                |                                                           |
| 22 | Leopardi (Rufiji Kamarad, les hommes-léopards)                                                              | Hugo Pratt                                                  | tavole: 20 pubblicazione: Francia, aprile 1973 su Pif Gadget                   | 1918, Africa Orientale tedesca                            |
| La storia chiude il ciclo di avventure di Corto detto "Le Etiopiche". | |                                                             |                                                                                |                                                           |
| 23 | Corte Sconta detta Arcana                                                                                   | Hugo Pratt                                                  | tavole: 99 pubblicazione: Italia, gennaio 1974-luglio 1977 su Linus            | 1919-1920, Hong Kong, Cina, Manciuria, Siberia e Mongolia |
| Corto Maltese si trova Hong Kong quando viene contattato dalle "Lanterne Rosse", una società segreta cinese, che vuole appoggiarsi a lui per poter portare a termine una missione in Siberia. Infatti esse sono interessate a impadronirsi del tesoro imperiale russo che sta viaggiando su un treno blindato dell'ammiraglio Kolchak attraverso la Russia dopo che se ne impossessò in nome del governo antirivoluzionario. Ma le Lanterne Rosse non sono le uniche a essere interessate al tesoro: su di esso convergono anche le ambizioni di un signore della guerra, il generale Semenov, capo della divisione selvaggia, e del barone von Ungern, un diretto discendente dei cavalieri teutonici stabilitisi in Estonia nel XII secolo, la cui famiglia fu sterminata durante la rivoluzione, e che ora si ripropone come un nuovo Attila con l'obbiettivo di eliminare il bolscevismo dall'Asia e proseguire con la riconquista della Russia e dell'Europa. Il territorio siberiano diviene così teatro di uno scontro all'ultimo sangue per impossessarsi dell'oro. Ma al termine di questa avventura il tesoro, grazie all'astuzia di Shanghai Lil, dopo essere precipitato nel "lago delle tre frontiere", verrà utilizzato, una volta recuperato dal governo del Guomindang, per costruire una centrale idroelettrica di cui usufruiranno la Russia, la Cina e la Mongolia. | |                                                             |                                                                                |                                                           |
| 24 | Favola di Venezia                                                                                           | Hugo Pratt                                                  | tavole: 98 pubblicazione: Italia, giugno-dicembre 1977 su L'Europeo            | 10-25 aprile 1921, Venezia                                |
| Corto Maltese, incuriosito da un indovinello inviato per lettera dall'amico Baron Corvo, si reca a Venezia alla ricerca della clavicola di Salomone, un talismano magico che presenta misteriose incisioni. A tale scopo si avvale dell'aiuto dell'amica veneziana "Gambetta d'argento" e del figlio di lei, Boeke. L'avventura comincia con un inseguimento per i tetti di Venezia, quando Corto Maltese cade da un lucernario e a quel punto il registro della narrazione subisce un cambiamento divenendo quasi onirico. Il protagonista piomba in una riunione della Gran Loggia Massonica d'Italia, tiene un discorso assurdo con uno dei suoi componenti e conoscerà il mite quanto misterioso Bepi Faliero. Nel corso della notte, insieme con Faliero, si ritroverà in uno scontro con un gruppo di fascisti tra cui il bellicoso Stevani, e incontrerà i personaggi più singolari e inaspettati, dal poeta Gabriele D'Annunzio alla filosofa neoplatonica di Venezia, Hipazia. Tra ricerche e misteri Corto sarà accusato di tentato omicidio e rischierà più volte la vita. Nel frattempo apprenderà la storia del talismano che, passando di mano in mano, si trova nascosto in una corte di Venezia. | |                                                             |                                                                                |                                                           |
| 25 | La casa dorata di Samarcanda (La Maison dorée de Samarkan)                                                  | Hugo Pratt                                                  | tavole: 139 pubblicazione: Francia, agosto 1980-aprile 1985 su À Suivre        | 1921-1922, Via della seta                                 |
| Corto si trova a Rodi per cercare una mappa, nascosta da Baron Corvo, per trovare il tesoro di Alessandro Magno e per andare a liberare Rasputin dalla "Casa dorata di Samarcanda", un'inespugnabile e pericolosa prigione in mezzo al deserto. In questa avventura si ritroverà implicato in un gruppo di estremisti turchi, un inquietante sosia e una vecchia conoscenza: Venexiana Stevenson. | |                                                             |                                                                                |                                                           |
| 26 | La giovinezza (La jeunesse)                                                                                 | Hugo Pratt                                                  | strisce: 132 pubblicazione: Francia, agosto-dicembre 1981 su Le Matin de Paris | 1904-1905, Manciuria                                      |
| Alla resa dell'esercito russo nella guerra russo-giapponese, il giovane soldato Rasputin diserta e fugge tra le linee nemiche, dove incontra Jack London, osservatore neutrale e reporter, nonché romanziere in erba. London mette Rasputin in contatto con Corto Maltese, che gli garantirà un passaggio navale fino in Africa, dove Corto si sta recando alla ricerca delle miniere di Re Salomone. Intanto London si è fatto nemico del Capitano Sakai, un ufficiale giapponese, che vuole sfidarlo a un duello all'ultimo sangue, secondo il codice del Bushidō. Per sdebitarsi dell'aiuto ricevuto Rasputin uccide a tradimento il capitano subito prima di partire con Corto verso l'Africa. | |                                                             |                                                                                |                                                           |
| 27 | Tango | Hugo Pratt                                                  | tavole: 105 pubblicazione: Italia, giugno 1985-maggio 1986 su Corto Maltese    | 13-21 giugno 1923, Argentina                              |
| Corto a distanza di quindici anni torna a Buenos Aires accolto da Fosforito. Giunto nella capitale argentina, il marinaio viene avvertito della morte apparentemente accidentale di Louise Brookszowyc, già presente nelle storie di Corto ne "La favola di Venezia", la quale si era aggregata come prostituta con la Warsavia, un'organizzazione criminale a prevalenza polacca, lasciando all'amico maltese il compito e il favore di portare la figlia di tre anni al riparo a Venezia. Deciso a indagare, Corto si avvale dell'aiuto di Fosforito, di Esmeralda e di un suo vecchio conoscente e amico di giovinezza, Butch Cassidy, il quale gli salva la vita. Durante la permanenza del marinaio maltese nel Paese sudamericano seguiranno vari assassini e varie morti legate all'"affaire Brookszowyc". Comunque Corto farà la conoscenza anche di China, la quale fa parte come generale della "Salvation Army", nipote del magnate Habban, anch'egli conoscente, durante la giovinezza in Patagonia, di Corto. | |                                                             |                                                                                |                                                           |
| 28 | Le elvetiche                                                                                                | Hugo Pratt                                                  | tavole: 70 pubblicazione: Italia, marzo-agosto 1987 su Corto Maltese           | 1924, Svizzera                                            |
| Corto Maltese è in Svizzera, a Lugano incontra il professor Steiner e decide di accompagnarlo a Sion. Durante il viaggio fanno tappa a Montagnola, dove Steiner vuole incontrare il suo amico Hermann Hesse. Giunto da Hesse Corto inizia ad essere preda di allucinazioni e visioni, entrando in un mondo esoterico e magico. Al momento di riposarsi, Steiner suggerisce a Corto di prendere un libro dalla biblioteca di Hesse. Corto segue il consiglio e, influenzato dalla sua lettura, vive un'avventura a metà tra sogno e realtà in cui dovrà cercare la rosa alchemica nel castello del Santo Graal, affrontando i pericoli che ne conseguono. | |                                                             |                                                                                |                                                           |
| 29 | Mū - la città perduta                                                                                       | Hugo Pratt                                                  | tavole: 168 pubblicazione: Italia, dicembre 1988-1991 su Corto Maltese         | 1924-1925, Oceano Atlantico                               |
| Sulle tracce della mitica Atlantide, Corto e i suoi compagni si ritrovano al largo di un'isola sormontata da un vulcano. In mare aperto i nativi del luogo rapiscono Soledad, ma ci si mette di mezzo anche una ciurma di contrabbandieri chiamati Dandy Roll. Patteggiato con i contrabbandieri, Corto, Tristan Bantam, Rasputin, Jesus Maria e questi ultimi sbarcano sull'isola per andare a salvare Soledad, ma s'imbattono in un'aviatrice solitaria chiamata Tracy Eberhard. Giunti alle porte del tempio nel cuore della foresta dell'isola, solo Corto e Rasputin entreranno all'interno. Qui seguiranno vari combattimenti, diverse allucinazioni e visioni da parte di Corto, e diverse popolazioni che abitano il sottosuolo del vulcano: come per esempio gli uomini-ragno, i quali vogliono accoppiarsi con le donne-amazzoni. Intanto Corto riesce a ritrovare Soledad, scoprendo che non era stata fatta prigioniera, ma aveva deciso di sua volontà di sposarsi con un membro della comunità in cui era entrata. Mentre Tracy e Tristan volano via a bordo della mongolfiera che era stata utile alle amazzoni contro gli uomini-ragno, Raspa è in un posto remoto e Jesus Maria è sparito dopo la notizia del matrimonio di Soledad. Corto esce dal tempio e viene fatto imbarcare da una nave che appartiene a un ricco uomo cinese, ormai moribondo, il quale anche lui cercava la fantomatica Mū. D'improvviso l'isola e il suo vulcano esplodono non lasciando nient'altro che fumo. Corto infine ritrova Levi Colombia abbandonato sulla riva dell'isola, il quale racconta che Bocca Dorata e il resto della ciurma hanno preso possesso della nave, lasciandolo sul posto. | |                                                             |                                                                                |                                                           |
| 30 | Sotto il sole di mezzanotte                                                                                 | Juan Díaz Canales (sceneggiatura) Rubèn Pellejero (disegni) | tavole: 90 pubblicazione: ottobre 2015 da Rizzoli Lizard                       | 1915, Alaska                                              |
| Incaricato dall'amico Jack London di consegnare una lettera, Corto Maltese si avventura oltre il Circolo Polare Artico assieme all'uomo d'affari Joe Boyle. Suoi compagni sono il burbero dottor Clark e la guida inuit Pameolik. Catturati dal sanguinario Ulkurib, capo di una sanguinosa ribellione inuit che ricalca la rivoluzione francese, vengono poi presi in ostaggio da dei partigiani irlandesi capeggiati dal colonnello O'Mahoney. Scampati, vengono salvati dai ranger canadesi, e Corto è infine libero di consegnare la missiva, ricevendo anche una sorpresa dall'amico scomparso che però, per non eccedere nel peccato, Corto rifiuta. La storia si conclude con Corto che, seguendo un consiglio del suo compianto compagno di viaggio Slavin, arriva a Seattle per incontrare Pandora Groovesnore a un ballo di beneficenza per poi ripensarci all'ultimo istante. Si perde infine, come suo solito, in sconosciute strade della città con un vecchio marinaio che gli chiedeva elemosina. | |                                                             |                                                                                |                                                           |
| 31 | Equatoria                                                                                                   | Juan Díaz Canales (sceneggiatura) Rubèn Pellejero (disegni) | tavole: 72 pubblicazione: agosto 2017 su la Repubblica                         | 1911, Egitto e Zanzibar                                   |
| A Venezia, Corto Maltese incontra la giornalista britannica Aida, lui le parla del regno del prete Giovanni e la invita ad andare insieme a Malta in cerca dello specchio appartenuto a questo fantomatico personaggio. Impossibilitati a sbarcare a Malta, decidono di andare ad Alessandria d'Egitto dove Corto e Aida conoscono Winston Churchill e gli salvano la vita. Seguendo una nuova pista i due si imbarcano sulla nave di Henry de Monfreid e arrivano a Zanzibar, qui Corto sbarca ma la giornalista decide di rimanere con de Monfreid per scrivere degli articoli sulle sue avventure. Corto incontra l'ex mercante di schiavi Tippu Tip, che gli offre una pietra preziosissima se accetterà di partecipare ad una spedizione da lui finanziata. Obiettivo della spedizione è permettere alla figlia di Emin Pasha di trovare i resti del proprio padre ad Equatoria, dove era stato governatore. | |                                                             |                                                                                |                                                           |
| 32 | Il giorno di Tarowean                                                                                       | Juan Díaz Canales (sceneggiatura) Rubèn Pellejero (disegni) | tavole: - pubblicazione: ottobre 2019 da Rizzoli Lizard                        | 1912, Oceano Pacifico e Oceania                           |
| | |                                                             |                                                                                |                                                           |
| 33 | Oceano nero                                                                                                 | Martin Quenehen (sceneggiatura) Bastien Vivès (disegni)     | tavole: 164 pubblicazione: 1º settembre 2021 da Cong SA                        | 2001                                                      |
| | |                                                             |                                                                                |                                                           |
| 34 | Notturno berlinese                                                                                          | Juan Díaz Canales (sceneggiatura) Rubèn Pellejero (disegni) | tavole:- pubblicazione: 7 settembre 2022 da Casterman                          | 1924, Berlino                                             |
| | |                                                             |                                                                                |                                                           |
| 35 | La regina di Babilonia                                                                                      | Martin Quenehen (sceneggiatura) Bastien Vivès (disegni)     | tavole:- pubblicazione: 20 ottobre 2023 da Cong SA                             | 2002                                                      |
| | |                                                             |                                                                                |                                                           |
| 36 | La linea della vita                                                                                         | Juan Díaz Canales (sceneggiatura) Rubèn Pellejero (disegni) | tavole: - pubblicazione: 22 ottobre 2024 da Rizzoli Lizard                     | 1929, Messico                                             |
| | |                                                             |                                                                                |                                                           |

## Edizioni e cicli di avventure
La maggior parte delle storie di Corto Maltese sono state serializzate per la prima volta su riviste antologiche di fumetti in Italia e in Francia. Gli episodi sono poi stati raccolti e ristampati in albi monografici, realizzati da svariati editori in numerose edizioni differenti, con formati e numeri di pagine molto variabili. Per esigenze editoriali, inoltre, alcune delle storie più brevi sono sovente riunite in raccolte o cicli di avventure a seconda della loro ambientazione. Le più diffuse sono:
- Suite caribeana, che comprende le storie ambientate in Sud America nel 1916-1917 Il segreto di Tristan Bantam, Appuntamento a Bahia e Samba con Tiro Fisso. Pubblicata come raccolta per la prima volta in Italia da Rizzoli/Milano Libri nel 1990.
- Il mare d'oro, che comprende le storie ambientate in America centrale nel 1916-1917 Un'aquila della giungla, ...e riparleremo dei gentiluomini di fortuna e Per colpa di un gabbiano e che segue cronologicamente gli eventi di Suite caribeana. Anche questa raccolta uscì per Rizzoli/Milano Libri negli anni 90.
- Sotto il segno del capricorno, che comprende entrambe le raccolte precedenti, riunite a formare un ciclo di più ampio respiro e usato soprattutto nelle edizioni francesi e inglesi.
- Lontane isole del vento, che comprende le storie ambientate tra l'America centrale e quella meridionale nel 1917 Teste e funghi, La conga delle banane e Vudù per il presidente. Edito per la prima volta in Italia da Rizzoli Lizard.
- Le lagune dei misteri, che comprende le storie ambientate ambientate nel 1917 tra l'America meridionale e l'Europa della prima guerra mondiale La laguna dei bei sogni, Nonni e fiabe, L'angelo alla finestra d'oriente e Sotto la bandiera dell'oro e che segue cronologicamente gli eventi di Lontane isole del vento.
- Sempre un po' più lontano, un ciclo che riunisce parte delle storie due raccolte precedenti ambientate in America del Sud: Teste e funghi, La conga delle banane, Vudu per il presidente, La laguna dei bei sogni e Nonni e fiabe. Anche questo raggruppamento è utilizzato soprattutto nelle edizioni francesi.
- Le celtiche, che comprende le storie ambientate nelle Nazioni celtiche e in Belgio tra il 1917 e il 1918 Concerto in O' minore per arpa e nitroglicerina, Sogno di un mattino di mezzo inverno, Côtes de Nuits e rose di Piccardia e Burlesca e no tra Zuydcoote e Bray-Dunes. Pubblicata come raccolta per la prima volta in Italia da Bompiani nel 1981.
- Le etiopiche, che comprende le storie di ambientazione africana e mediorientale del 1918 Nel nome di Allah misericordioso e compassionevole, L'ultimo colpo, ...e di altri Romei e di altre Giuliette e Leopardi. Anche questa raccolta venne pubblicata per la prima volta in Italia da Bompiani, con prefazione di Umberto Eco.
- La nuova rotta, che comprende le storie di Juan Díaz Canales e Rubèn Pellejero Sotto il sole di mezzanotte, Equatoria e Il giorno di Tarowean, precedute da un racconto breve di quattro tavole, Racconto cinese, che è stato pubblicato per la prima volta in Francia sulla rivista Pandora nel 2017. Pubblicata come raccolta per la prima volta in Italia da Rizzoli Lizard nel 2019[21].